# Lešišovská lípa
Lešišovská lípa je starý památný strom a zároveň třetí nejmohutnější lípa malolistá v západních Čechách. Roste na kraji malé vesnice jižně od obce Mokrosuky, kde snad dříve fungovala jako orientační bod staré stezky.

## Základní údaje
- název: Lešišovská lípa, lípa nad Lešišovem
- výška: 26 m (1984)[1][3], 24 m (1997)[3], 24,5 (1998)[3]
- obvod: 650 cm (1984)[1][3], 825 cm (1997)[3], 825 cm (1998)[3]
- věk: 400 let (1984)[2], 400 let (~2002)[4]
- zdravotní stav: 3 (1984, 1998)[3]
- sanace: 2008 (zdravotní a stabilizační řez)
- souřadnice: 49°15'37.74"N, 13°27'42.26"E

Kmen lípy dříve býval objemnější, ale o část přišla. Dutina je otevřená až do koruny, okraje praskliny se zavalují. U paty kmen podpírají výrazné kořenové náběhy. V roce 2001 bylo doporučeno ošetření dutiny. Strom je celkově vitální a v dobrém stavu. U lípy prý dříve strašilo – za šera v její dutině mizely jakési přízraky a málokdo se tak nebál k dutému stromu v noci přiblížit. Někteří lidé ale věří, že nešlo o žádné nadpřirozené úkazy, ale o aktivity místních pašeráků nebo loupežníků. Lešišovské lípě byl věnovaný prostor v televizním pořadu Paměť stromů, konkrétně v dílu číslo 14, Stromy pohádek a tajemných sil.

## Galerie

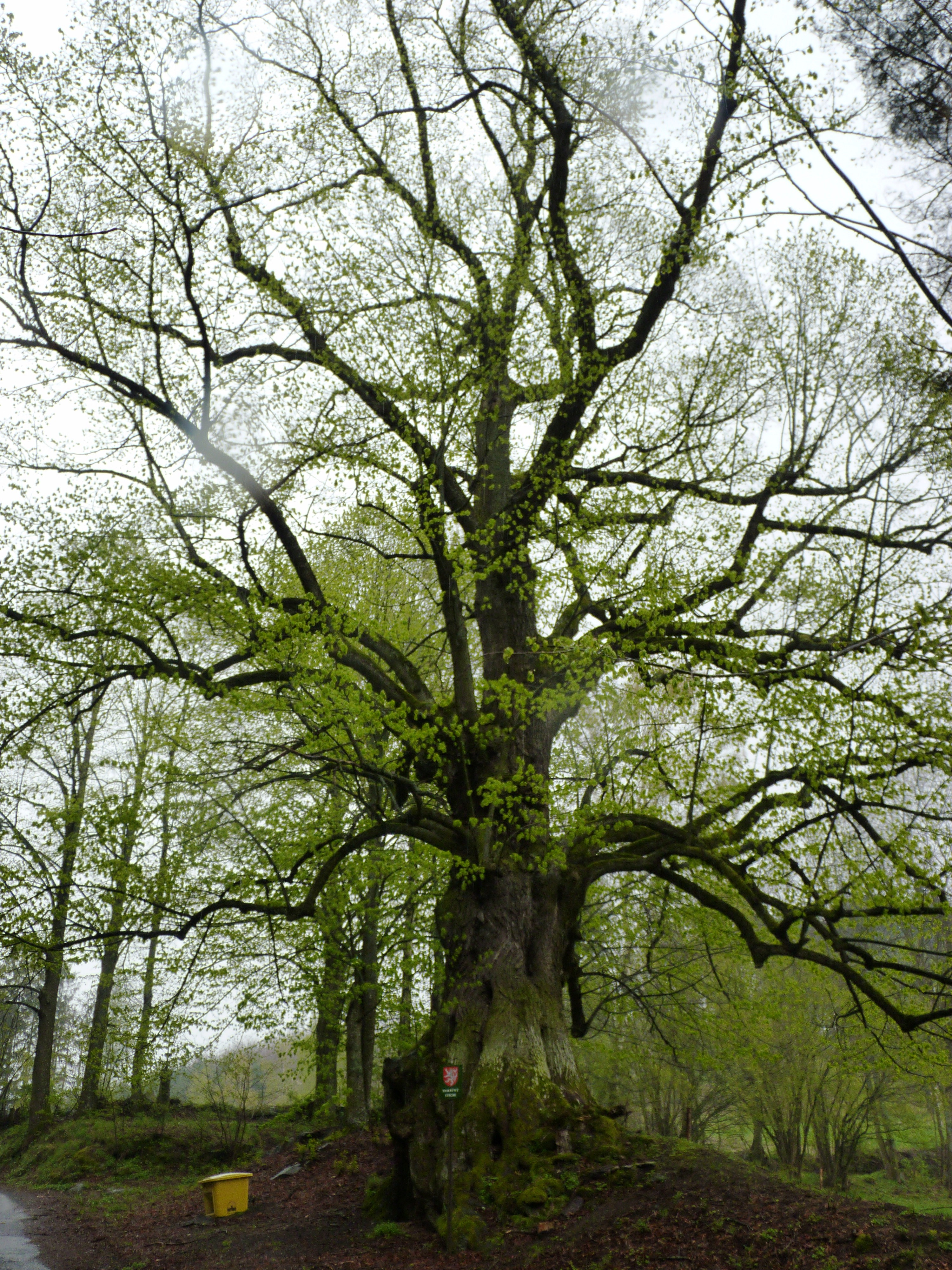
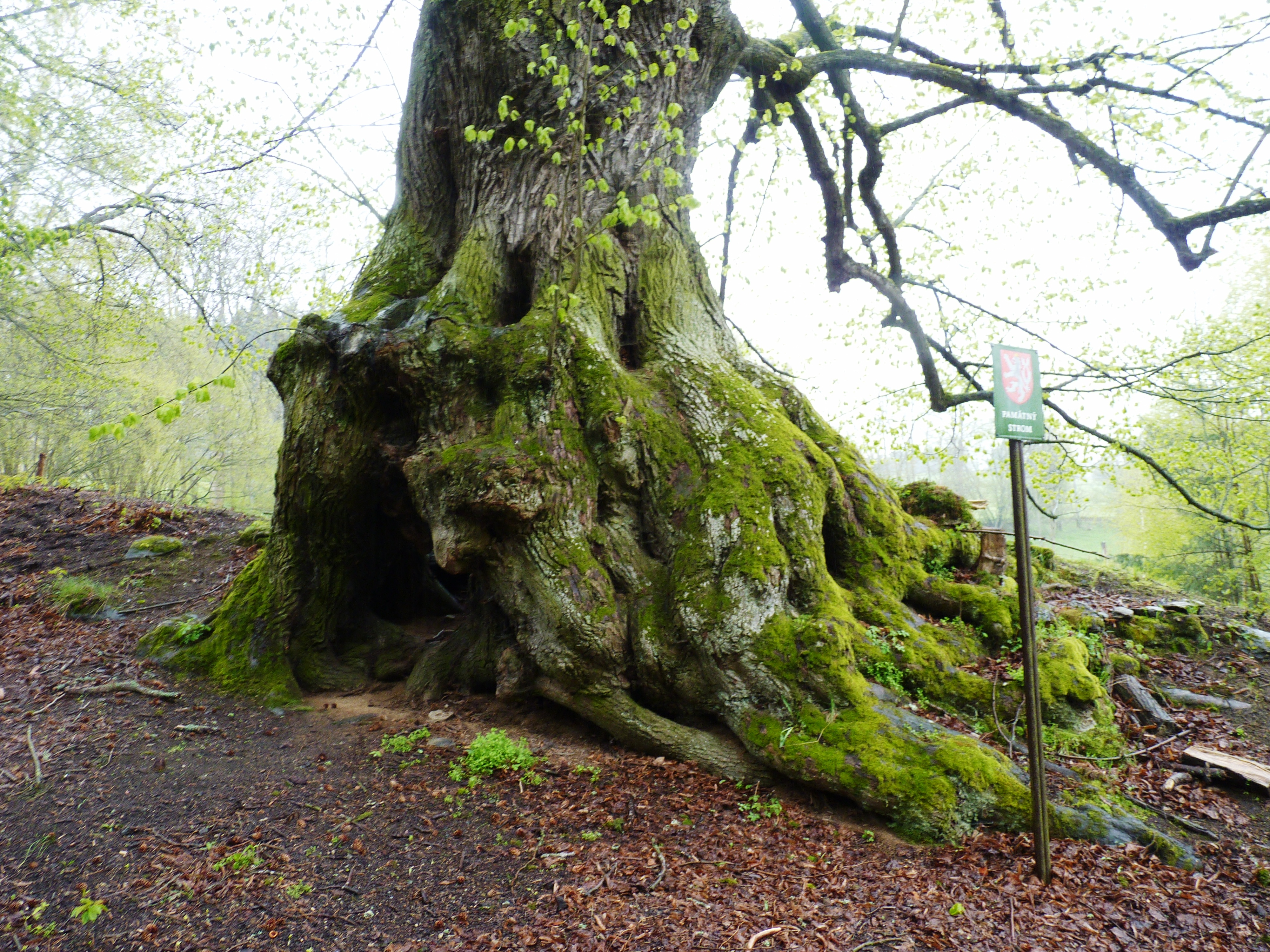
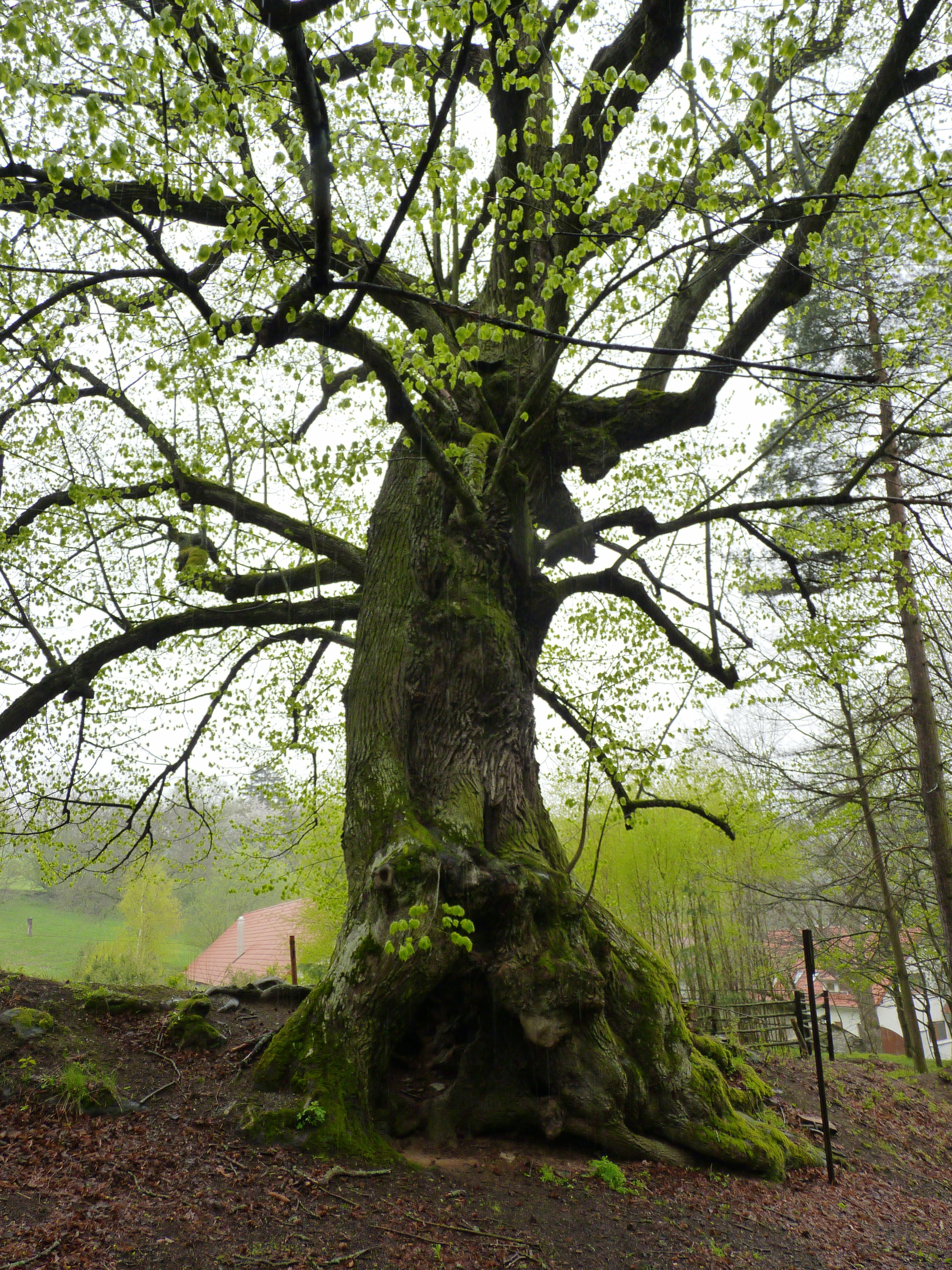
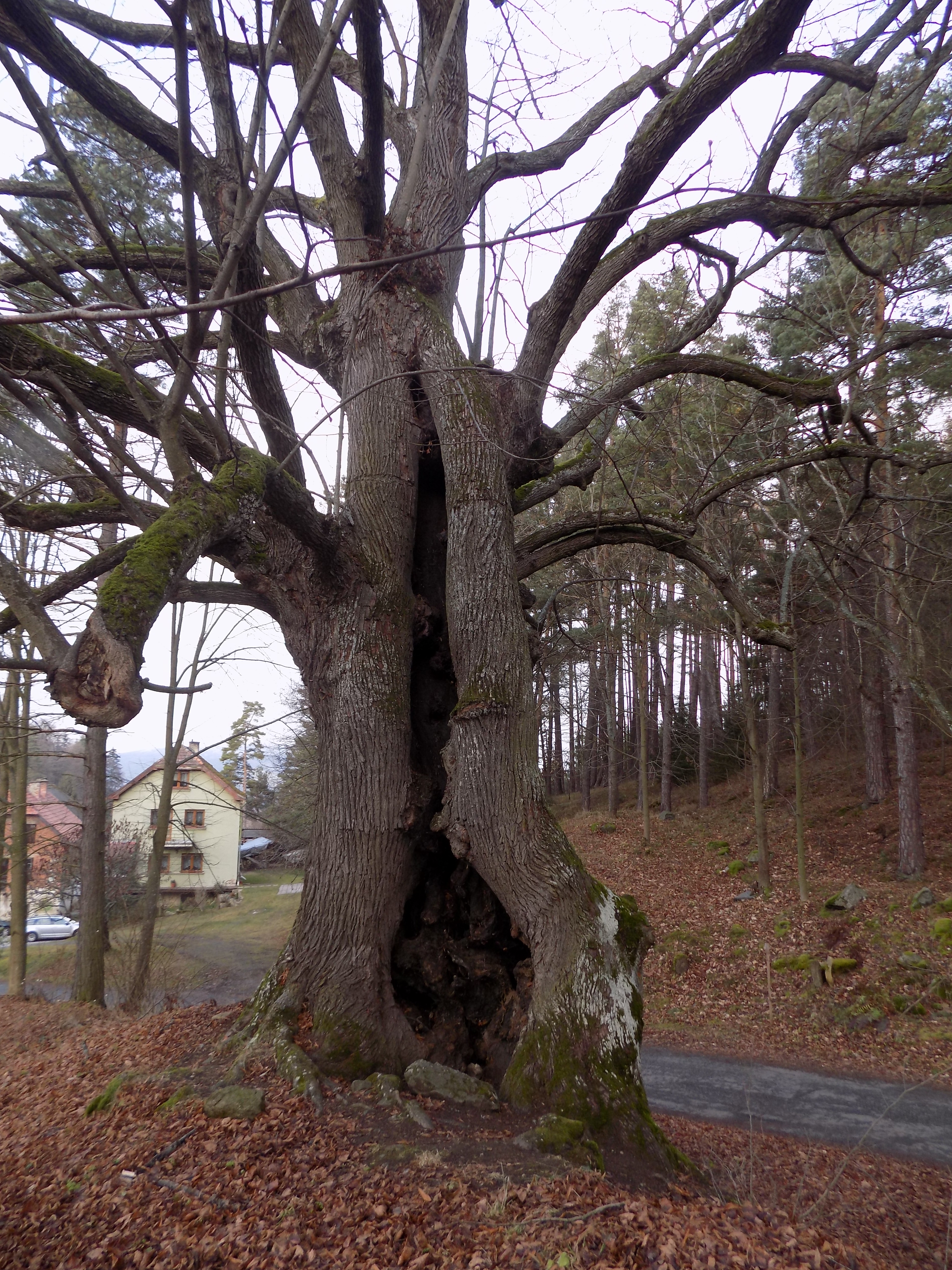

## Památné a významné stromy v okolí
- Dub u Mokrosuk
- Lípa u Zelených (Mokrosuky)